# Royal Mail Ship

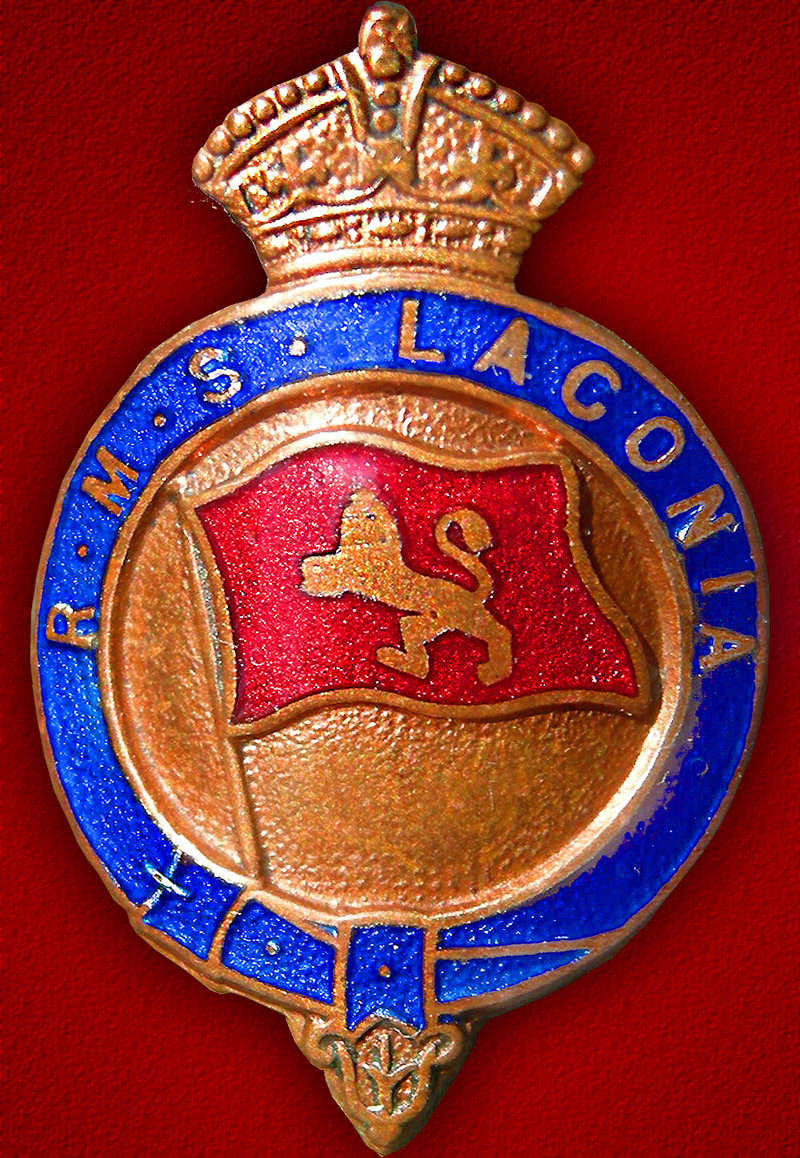
Couronne RMS du RMS Laconia.

Royal Mail Ship (abrégé en RMS), ou parfois Royal Mail Steam-ship ou Steamer, est le préfixe de navire anglais qui désigne à partir de 1850 les navires des compagnies privées sous contrat transportant le courrier de la poste britannique à l'étranger. Lorsqu'un navire à vapeur voyage sans courrier, il est désigné par le préfixe SS qui signifie alors Steam Ship.

## Histoire
Le transport du courrier est le plus souvent associé à celui des passagers, c'est pourquoi le sigle RMS est accolé au nom des grands paquebots. Ce nom provient également de l'anglais Packet-Boat. Le sigle RMS est à l'époque pour les paquebots un label de qualité, de vitesse et de ponctualité : en effet le courrier est censé être distribué le plus rapidement possible et à l'heure annoncée. Enfin il permet aux compagnies, souvent déficitaires sur le transport des passagers, d'équilibrer leurs comptes grâce à cette activité. Le Titanic portait ce préfixe avant de couler le 15 avril 1912.

## Époque actuelle

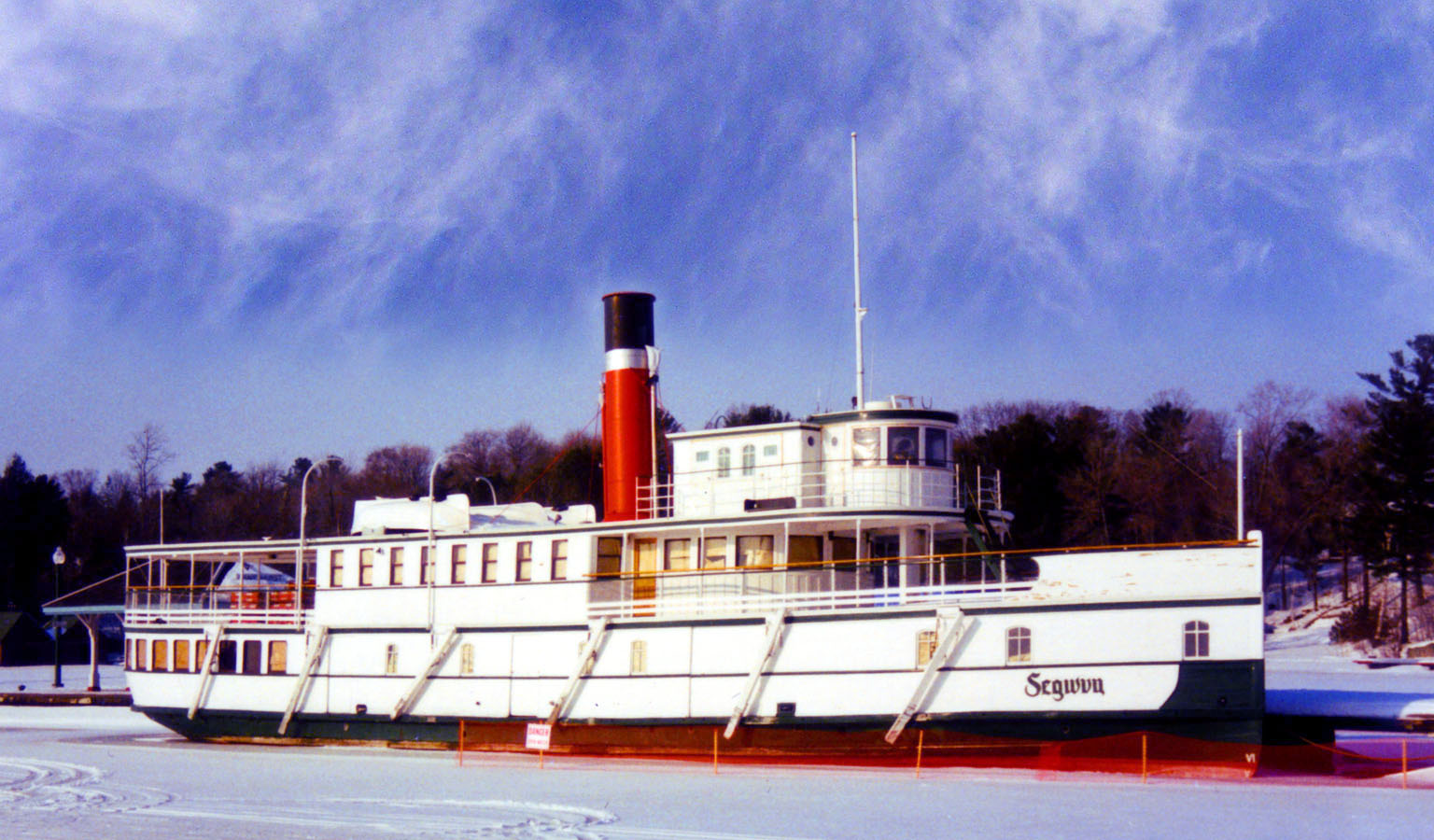
Le RMS Segwun (Gravenhurst, Ontario, Canada) en 2008.

De nos jours, le courrier est transporté par avion et seuls quelques navires portent encore le préfixe RMS : 
- jusqu'en 2018, le RMS St Helena, qui desservait l'île Sainte-Hélène ;
- le RMS Segwun (en), le plus vieux navire en service au monde, qui dessert le Canada ;
- le RMV Scillonian III (en), qui dessert les îles Scilly à l'ouest de la péninsule de Cornouailles (RMV pour Royal Mail Vessel) ;
- le RMS Queen Mary 2, transatlantique lancé en 2004 (et construit sur les Chantiers de l'Atlantique à Saint-Nazaire).

Les navires de guerre sont désignés par le préfixe HMS : His (ou Her) Majesty's Ship.